# Nellie Melba

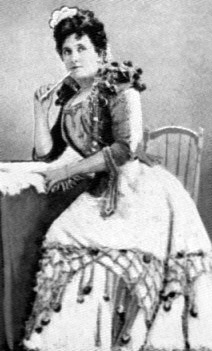
Nelly Melba caracterizada como Rosina del Barbero de Sevilla

Helen Porter Mitchell (Melbourne, 19 de mayo de 1861 - Sídney, 23 de febrero de 1931), más conocida como Nellie Melba, fue una cantante de ópera australiana
Nacida en Melbourne, Australia, estudió canto en París con Mathilde Marchesi y debutó en Bruselas, incorporando la Gilda del Rigoletto, de Verdi.
Otros papeles que colaboraron a cimentar su fama fueron la Violetta de La Traviata, de Verdi, la protagonista de Lucia di Lammermoor, de Donizetti, y la Julieta de Romeo y Julieta, de Gounod.
En su madurez cambió a soprano dramática, obteniendo roles como: Elsa de Lohengrin, de Wagner; dentro de la ópera verdiana como Desdémona, de Otello; y la protagonista de Aida. 
El chef francés Auguste Escoffier, que fue uno de sus admiradores, creó para ella numerosos platos y postres como el melocotón Melba; sin embargo, cuando Nellie Melba comenzó a aumentar de peso, inventó asimismo las tostadas Melba, para ayudar a mantener su dieta. En 1925, luego de una larga carrera en Europa y Estados Unidos, la cantante regresó a su Australia natal, donde escribió y publicó su autobiografía: Melodies and Memoirs.
Tras terminar su carrera en varias ocasiones, ofreció sus últimos conciertos en Australia en 1928. Murió de septicemia en 1931, y fue enterrada en Lilydale. El cortejo funerario fue de más de un kilómetro, y su deceso fue portada en toda Europa. La razón de su muerte se mantuvo en secreto mucho tiempo, pero ahora se conoce que fue debida a una infección posterior a una operación de cirugía estética.
Los billetes de 100 dólares australianos llevan su imagen.